# Myopa buccata

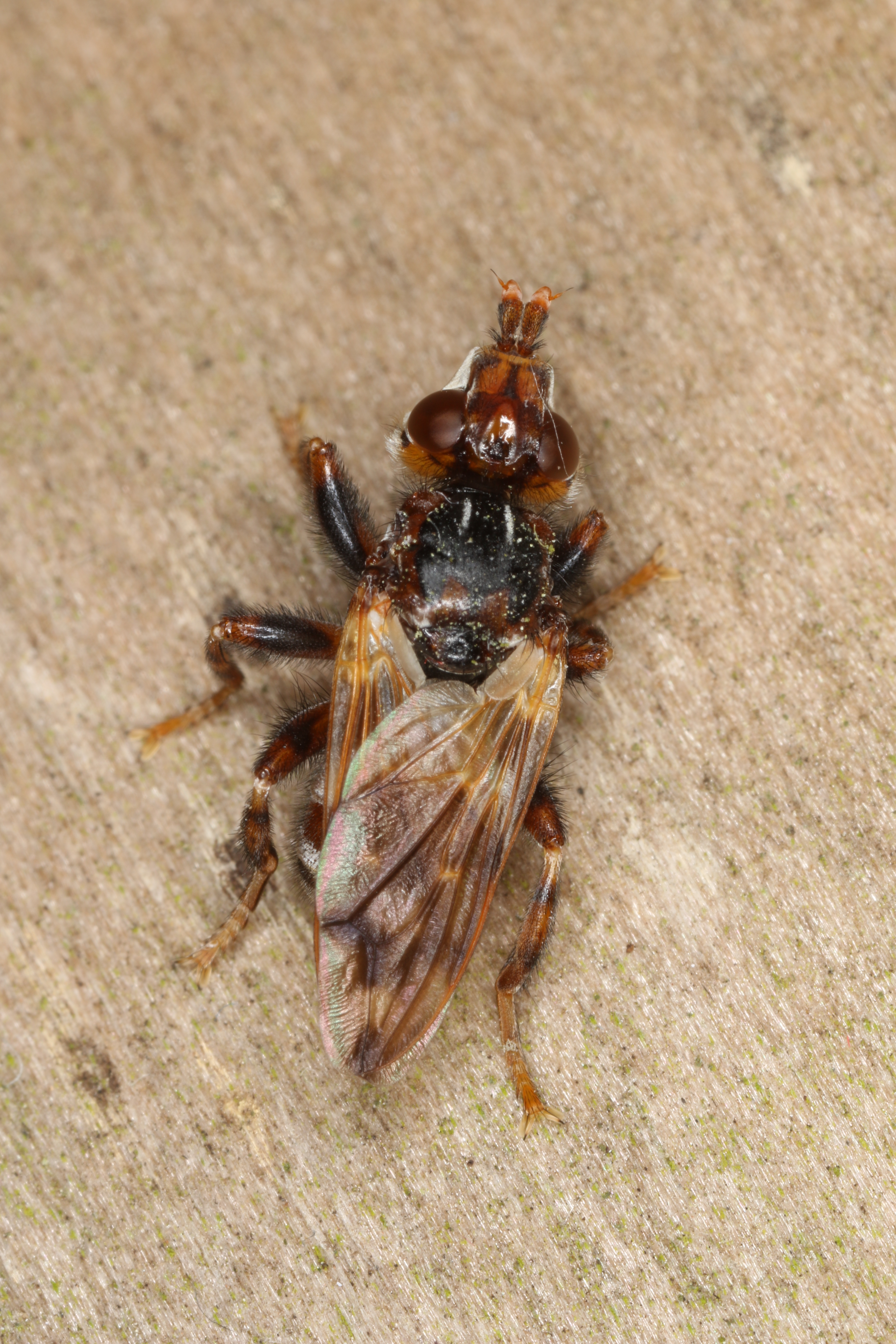
Dorsalansicht

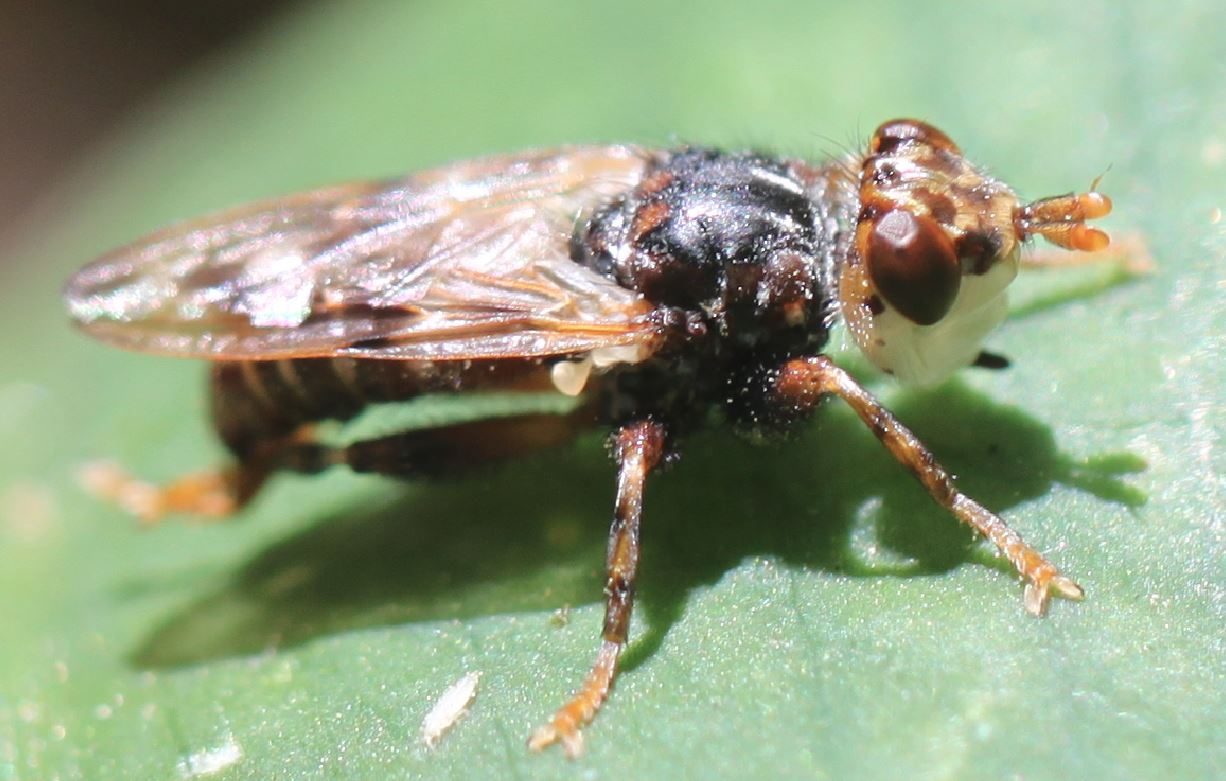
Seitenansicht

Myopa buccata ist eine Art aus der Familie der Blasenkopffliegen (Conopidae).

## Merkmale
Die Fliegen erreichen Körperlängen zwischen 6 und 11 Millimetern. Sie sind braunschwarz gemustert. Ihr Gesicht, das sich bis weit unterhalb der Augen erstreckt, ist weiß. Hinter den Augen befinden sich bis zu vier braune Flecke. Die Frons ist bräunlich gefärbt. Das schwarze Mesonotum weist rotbraune Schulterbeulen, einen bräunlichen Seitenrand sowie an der Basis zwei rotbraune Flecke auf. Das Schildchen ist schwarz. Fühler und Saugrüssel (Proboscis) sind bräunlich gefärbt. Femora und Tibien sind schwarz-rotbraun gemustert. Der Hinterleib ist überwiegend schwarz-rotbraun gefärbt. Bei den Männchen befinden sich auf den Tergiten markante weißliche Flecke. Diese sind bei den Weibchen nur undeutlich erkennbar. Die Flügel bilden ein wichtiges Unterscheidungsmerkmal zu ähnlichen Arten. Die Querader r-m ist weißlich, während diese bei anderen Arten schwarz oder dunkel ist. Des Weiteren befinden sich mehrere helle und dunkle Flecke auf den Flügeln.

## Verbreitung
Die Art ist in Europa weit verbreitet. Ihr Vorkommen reicht im Norden bis auf die Britische Inseln und nach Dänemark und Norwegen, im Süden bis in den westlichen Mittelmeerraum.

## Lebensweise
Die Fliegen beobachtet man von April bis Juli, meist an Waldrändern. Sie besuchen die Blüten verschiedener Frühblüher, darunter Schlehdorn, Weißdorne, Mehlbeeren, Giersch, Bärlauch und Löwenzahn.
Die Larven von Myopa buccata sind Endoparasitoide verschiedener Sandbienen der Gattung Andrena, darunter Andrena scotica. Die weiblichen Fliegen platzieren dabei ein Ei auf den Hinterleib einer Sandbiene. Die geschlüpfte Larve bohrt sich in den Hinterleib des Wirts und ernährt sich von den Hämolymphen und inneren Organen ihres Wirts.